# Andensegler
Der Andensegler (Aeronautes andecolus) ist eine Vogelart aus der Familie der Segler (Apodidae). Diese Art hat ein großes Verbreitungsgebiet, das sich über die Länder Argentinien, Chile, Bolivien und Peru erstreckt. Der Bestand wird von der IUCN als „nicht gefährdet“ (least concern) eingeschätzt.

## Merkmale
Der Andensegler erreicht eine Körperlänge von etwa 14 Zentimetern. Die Oberseite ist gleichbleibend graubraun. Die Unterseite ist deutlich heller als die Oberseite bis hin zu einer fast weißen Färbung. Die Kloake ist immer weiß. Nacken und Bürzel ziert jeweils ein weißes Band, welches am Nacken nicht durchgängig ist bzw. unterbrochen wird. Die Schwanzfedern liegen sehr eng zusammen und sind nur leicht gegabelt, können aber bei Flugmanövern aufgefächert sein.

## Verhalten
Andensegler fliegen oft in Wellen entlang der Berghänge. Man hört sie dann ein schrilles Zeezeeezee oder etwas leiseres Trritrritrri rufen, bevor sie einige Minuten später in ein anderes Gebiet weiter ziehen. Oft gleiten sie an langen Klippenwänden hoch. Im Gleitflug sind die Flügel leicht abgewinkelt.

## Verbreitung und Lebensraum
Andensegler bewegen sich in halbariden Berggebieten, hauptsächlich über mit Büschen wie Hülsenfrüchtlern und Sumachgewächsen überwachsenen Hängen. Hin und wieder entdeckt man sie auch über Bäumen wie Steineiben und Polylepis und steinigem Wüstenland mit vereinzelten Kakteen und Jatropha-Sträuchern. Hier sind sie normalerweise in Höhen zwischen 2500 und 3500 Metern unterwegs. In Einzelfällen können die Höhen zwischen 340 und 3900 Metern variieren.

## Brut und Nestbau
Andensegler brüten in Löchern, die sich normalerweise unter Felsvorsprüngen nahe größerer Straßenaushebungen, in Canyons oder manchmal in gewaltigen Kliffen befinden. Sonst ist bisher wenig über das Brutverhalten bekannt.

## Unterarten
- Aeronautes andecolus andecolus (d’Orbigny & Lafresnaye, 1837)[1] – Nominatform. Kommt in den Ostanden Boliviens und in Argentinien südlich bis in die Provinz Río Negro vor.
- Aeronautes andecolus parvulus (Berlepsch & Stolzmann, 1892)[2] – Die dunkle Oberseite ist in Augennähe, im Bereich des Mantels und an den Seiten nahezu schwarz. Die Unterseite ist von der Kehle bis zur Kloake weiß und wird an den Seiten durch Braun ersetzt. Das Nackenband ist durchgängig. Die Unterart ist deutlich kleiner als die Nominatform. Sie ist von der Region Cajamarca im Norden Perus bis an die Westhänge der Anden in der Región de Tarapacá in Chile präsent. Beobachtungen gab es auch im ariden Teil des Oberlaufs des Marañón.
- Aeronautes andecolus peruvianus (Chapman, 1919)[3] – Der Schwanz ist etwas kürzer und noch weniger gegabelt als bei der Nominatform. Der weiße Teil des Gefieders zeigt weniger gelblichbraune Farbtöne. Der Scheitel ist wesentlich dunkler. Die Basis der Unterschwanzdecken hat deutlich weniger Weiß. A. a. peruvianus ist kleiner als die Nominatform. Das Verbreitungsgebiet erstreckt sich über die Täler der Regionen Huancavelica bis Cusco sowie die intermontanen Täler der Flüsse Mantaro, Ucayali und Apurímac.

## Etymologie und Systematik
D’Orbigny und Lafresnaye verwendeten bei ihrer Erstbeschreibung das Binomen Cypselus andecolus. Erst später wurde die Art in die Gattung Aeronautes gestellt. Das Wort setzt sich aus den griechischen Wörtern ἀήρ aer„Luft“ und ναύτης nautes „Segler, Pilot, Seemann“ (ναύς naus = „Schiff“) zusammen. Das Artepitheton andecolus setzt sich aus dem lateinischen Wort Andium für „Anden“ und colere für „bewohnen“ zusammen. In ihrer Erstbeschreibung nannten Berlepsch & Stolzmann die Unterart Micropus andecolus parvulus. Das Trinomen parvulus ist das lateinische Wort für „sehr klein“. Die Autoren erwähnten in ihrer Beschreibung den deutlichen Größenunterschied zur Nominatform. A. a. peruvianus wurde von Chapman ursprünglich als eigenständige Art Micropus peruvianus beschrieben. Das Trinomen peruvianus bezieht sich auf das Land „Peru“.

## Bilder

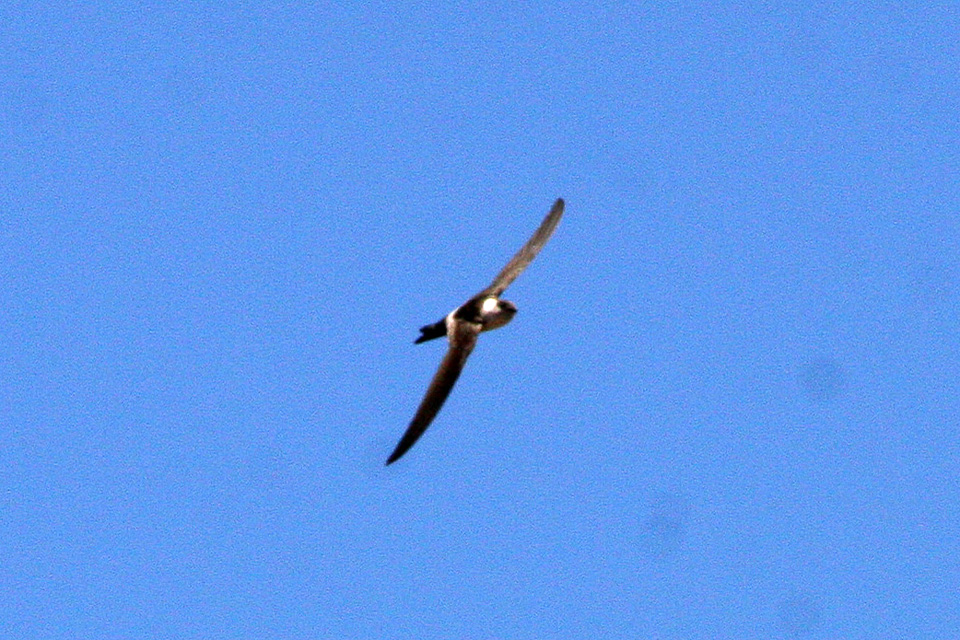
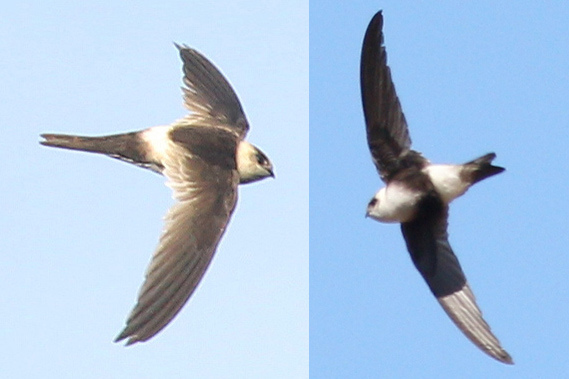